# KV61
KV61 es una tumba situada en el Valle de los Reyes, en la necrópolis de Tebas. Fue descubierta con el patrocinio de Théodore Monroe Davis, por Ernest Harold Jones en 1910, que comenzó inmediatamente las primeras excavaciones, pero no se encontró ninguno objeto o inscripción.
Aparentemente esta tumba no se usó ni decoró, por lo que se desconoce su propietario previsto. La construcción no está terminada y consta de un pozo de entrada y una sala sencilla excavada irregularmente, de unos 6,30 metros de largo. Ernest Harold Jones no publicó nunca ningún informe.

## Descubrimiento y limpieza
Cuando se descubrió la tumba en enero de 1910, Ernest Harold Jones observó que el relleno del pozo parecía intacto y la entrada estaba sellada de forma segura. Sin embargo, al despejar la entrada, se reveló que la cámara estaba medio llena de escombros procedentes de inundaciones. Tras su retirada no se encontró evidencia alguna de que allí hubiese habido algún enterramiento, por lo que se piensa que la entrada de la tumba probablemente fue bloqueada por los canteros para esperar un entierro que nunca se llevó a cabo.

## Nuevo estudio
Entre 2017-2018 la tumba fue limpiada nuevamente por la Universidad de Basilea, retirando la basura moderna que se había acumulado en el interior desde que fue visitada por última vez por Theban Mapping Project en la década de 1980. Se confirmó así la naturaleza inacabada y sin uso de la tumba, y se observó que el techo era bajo y estaba en malas condiciones. 
Además, como la entrada a la KV61 está muy por debajo del nivel del suelo moderno, para evitar futuras inundaciones se construyeron muros y una cubierta de hierro. Y justo al despejar  las inmediaciones del pozo para preparar los muros, se descubrieron varios ostracas (la mayoría afectados por la humedad), y los restos de cabañas de trabajadores de la dinastía XIX que alguna vez cubrieron el área. 